# 알 보라크
알 보라크(아랍어: البُراق)는 323 킬로미터 (201 mi) 길이의 모로코의 고속철도로, 최대 도시 카사블랑카와 탕헤르 연결한다. 모로코 국영 철도 회사인 ONCF가 10년간 기획과 건설을 거쳐 2018년 11월 15일 아프리카 국가 최초로 고속철을 개통하였다.

## 역사
2003년, 본격적으로 모로코에서 고속철도 건설 가능성에 대한 초기 연구가 시작되었고, 2006년을 목표로 탕헤르-케니트라 노선이 최초 노선 중 하나로 지정되었다. 2007년, 프로젝트를 관리하기 위한 예비 계약이 체결되었고 모로코 국영 철도 회사 ONCF는 프랑스의 알스톰사(社)의 열차 18대를 구매할 계획이라고 발표하였다. 이후 ONCF는 2008년에 건설을 시작하고 2013년에 개통할 계획이라고 밝혔다.

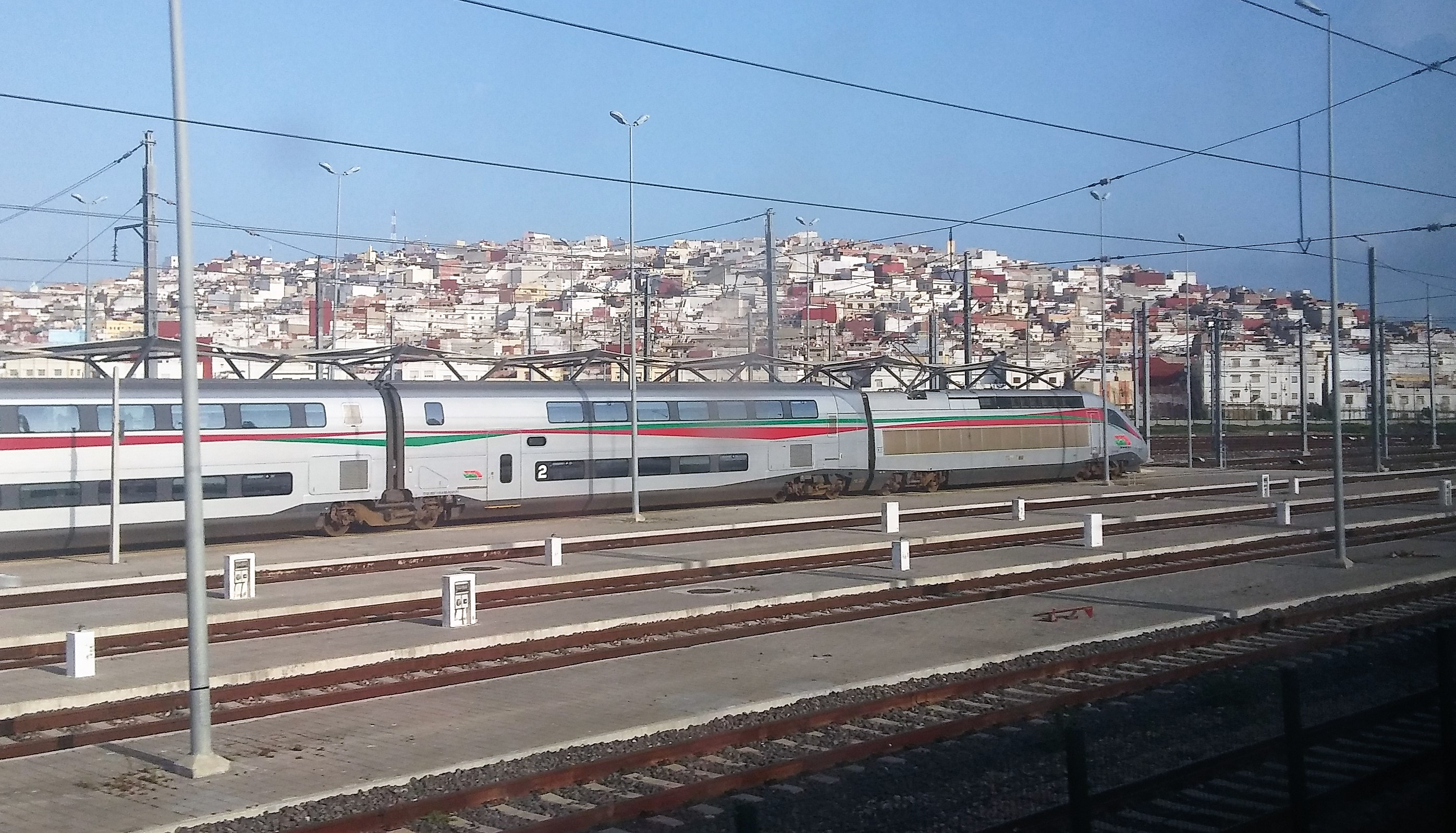
탕헤르의 알 보라크 (알스톰제 유로듀플렉스)

ONCF가 200억 디르함(DH) 상당의 계약을 체결한 2010년 2월까지 자금 조달은 완료되지 않았다. 모로코 정부는 이 프로젝트에 48억 디르함을 할당하였고, 유럽 자금원은 총 19억 디르함을 투자하였다. 나머지 123억 디르함은 상업 대출로 충당하였다.
2010년 12월 ONCF는 프랑스 알스톰의 유로듀플렉스 차량 14대를 구매하기 위한 최종 계약에 서명하였다. 추가적인 지연 이후, 2011년 9월 29일 탕헤르에서 기공식이 거행되었고, 본격적으로 노선 건설이 시작되었다.
2012년 9월 25일, 기존 통행권에 전용 화물 선로를 건설하여 케니트라와 카사블랑카 간 선로를 확장하는 프로젝트가 시작되었으며 이를 통해 여객 열차가 고속선에서 탕헤르까지 카사블랑카에 접근할 수 있게 되었다.
2015년 6월 19일, 첫 차량이 탕헤르에 도착하였다. 9월에는 탕헤르의 열차 서비스 시설이 완공되었고, ONCF와 프랑스 철도 운영사 프랑스 국유 철도(SNCF)의 합작법인이 15년 계약으로 열차를 유지 관리하기 위해 설립되었다. 이후 2017년 2월, 열차 테스트가 시작되었다.

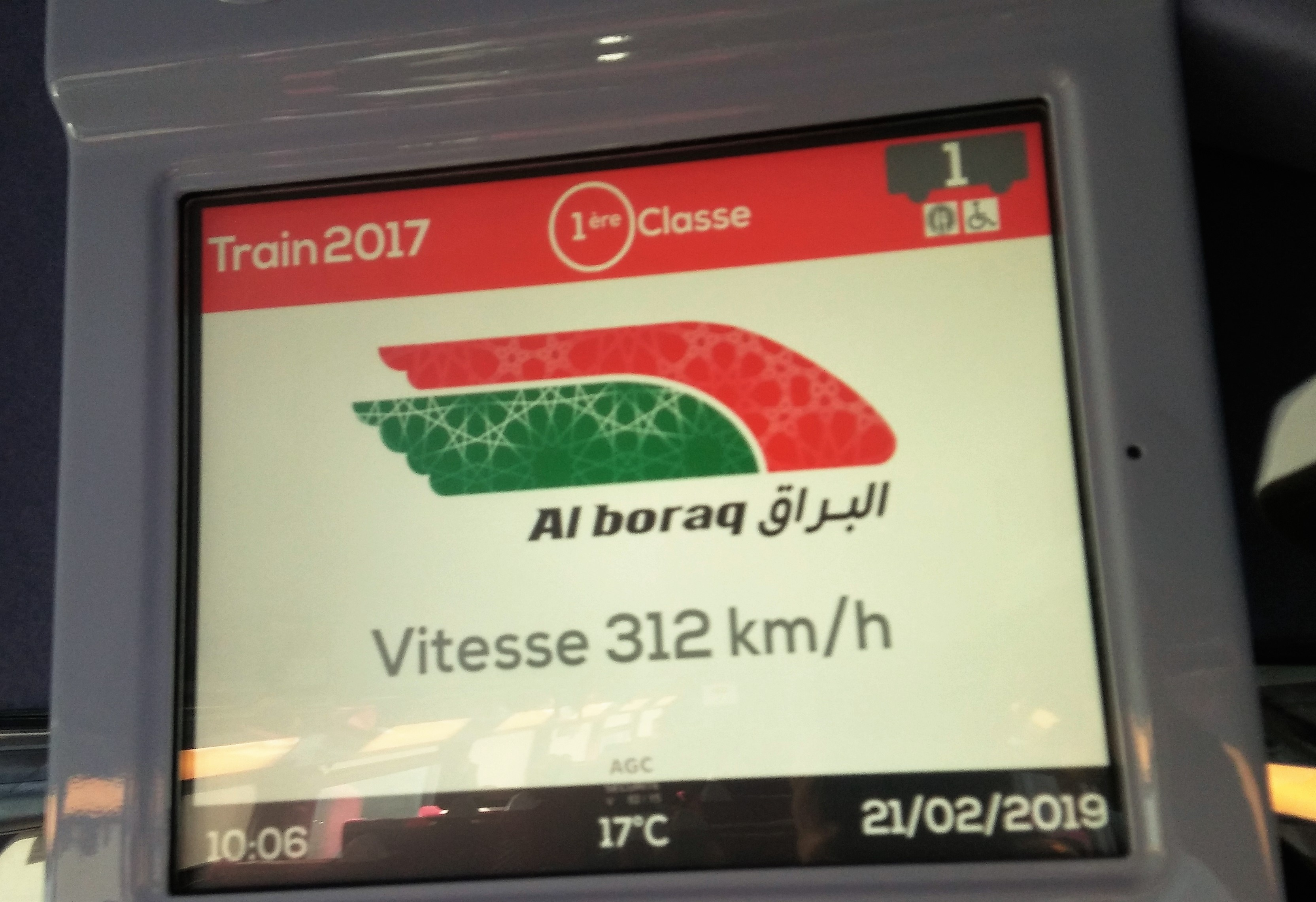
312km/h를 기록한 유로듀플렉스

2017년 10월, 궤도 공사가 완료되었고, 그해 11월에 새로운 가공 전차선이 설치되었다. 전기 시스템은 2018년 1월 처음으로 가동되었고, 해당 노선의 제어 시설은 다음 달에 정식 가동되었다. 2018년 중반까지 역은 완공되었지만, 노선에 대한 시범 운행이 아직 이루어지지 않아 개통 예정일은 연말로 연기되었다.
2018년 11월 15일, 알 보라크(Al Boraq)가 라바트행 특별 열차로 탕헤르에서 개통식을 가졌다. 2018년 12월 25일부터 카사블랑카에서 오전 6시부터 오후 9시까지 2시간 간격 운행으로 계획되었다.
2022년 1월, 모하메드 압델잘릴(Mohamed Abdeljalil) 모로코 교통물류부 장관은 아가디르와 마라케시를 연결하는 고속철도 신노선 건설을 발표하였다. 그해 11월에는 케니트라를 경유하여 마라케시와 원래 노선을 연결하는 전용 고속철도 노선 건설을 발표하였다.
공사는 3개 구간으로 나눠 진행될 예정이다.
1. 케니트라와 아인 세바(Aïn Sebaâ) 연결 150km(93마일) 구간
2. 아인 세바와 누아세르(Nouaceur) 연결 130km(81마일) 연장 구간
3. 누아세르와 마라케시 연결 212km(132마일) 구간

2023년 1월, 카사블랑카에서 마라케시까지 기존 선로에서 시속 80km에 달하는 테스트가 실시되었다. ONCF는 카사블랑카와 마라케시 사이의 기존 선로를 계속 테스트할 계획이며 최고 속도 시속 160km로 안전하게 도달하는 것을 목표로 한다.

## 한국의 수주 노력
2030년 스페인·포르투갈과 공동 개최하는 월드컵을 앞두고 약 35억 2,000만 유로(약 5조 2,400억 원)의 총 904칸 규모의 (준)고속열차 구매 사업을 추진하고 있다. 스페인의 카푸·탈고와 프랑스의 알스톰, 대한민국의 현대로템 등이 경쟁하기도 하였다.
2024년 7월 4일, 박상우 국토교통부 장관이 모로코를 방문하여 양국 교통장관 회담 시, 한국의 철도차량을 구매하면 차량 공급뿐 아니라 운영·유지보수 기술 교류와 전문 인력 양성 등 양국 간 철도 분야의 전방위적 협력을 통하여 양국이 동반 성장할 수 있다는 점을 강조하며 홍보하였는데, 이에 압델잘릴 교통물류부 장관은 “모로코 철도사업에 한국 기업의 참여를 적극 환영한다”고 화답하였다.
2024년 10월 10일, 백원국 국토부 2차관을 단장으로 한 수주 지원단이 모로코를 방문하였다.  백 차관은 모하메드 압델잘릴 교통물류부 장관, 모하메드 라비 클리 철도청장 등 모로코 정부 인사들 접견하여 양국 철도 협력 강화 방안을 논의하고, 한국 기업이 사업에 참여할 수 있도록 협조를 요청하였다.

## 차량
노선에서 운행되는 12대(원래 14대)의 프랑스 알스톰의 유로듀플렉스 열차는 2층 구조이며 승객 수용 인원은 533명이다. 각 열차는 동력차 2량과 객차 8량(1 등차 2 량, 2등차 5량, 뷔페차 1량)으로 구성되어 있다. ONCF는 또한 최신형 알스톰 E 1400(Prima II) 기관차도 운행하고 있다.

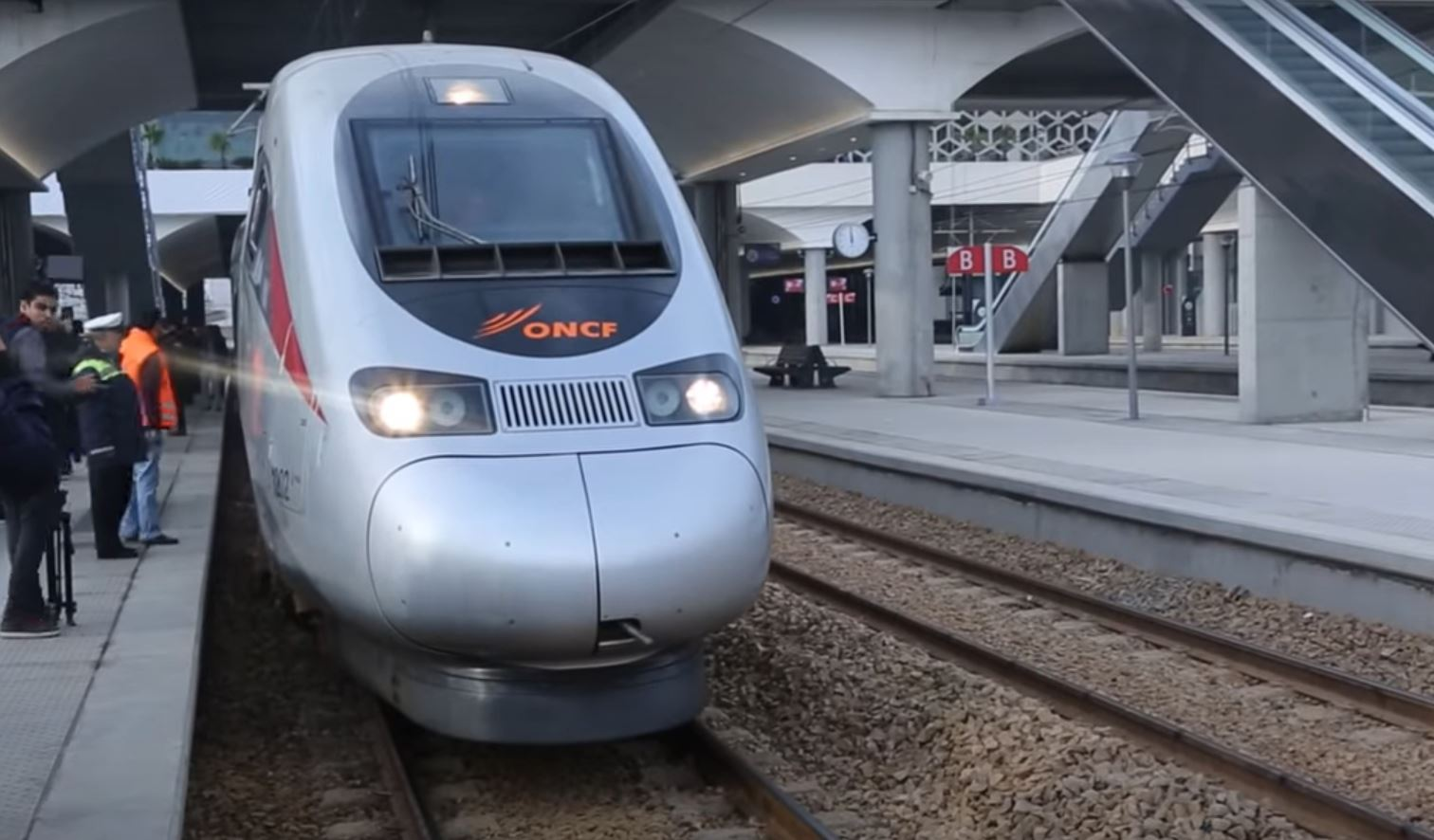
ONCF RGV2N2 .
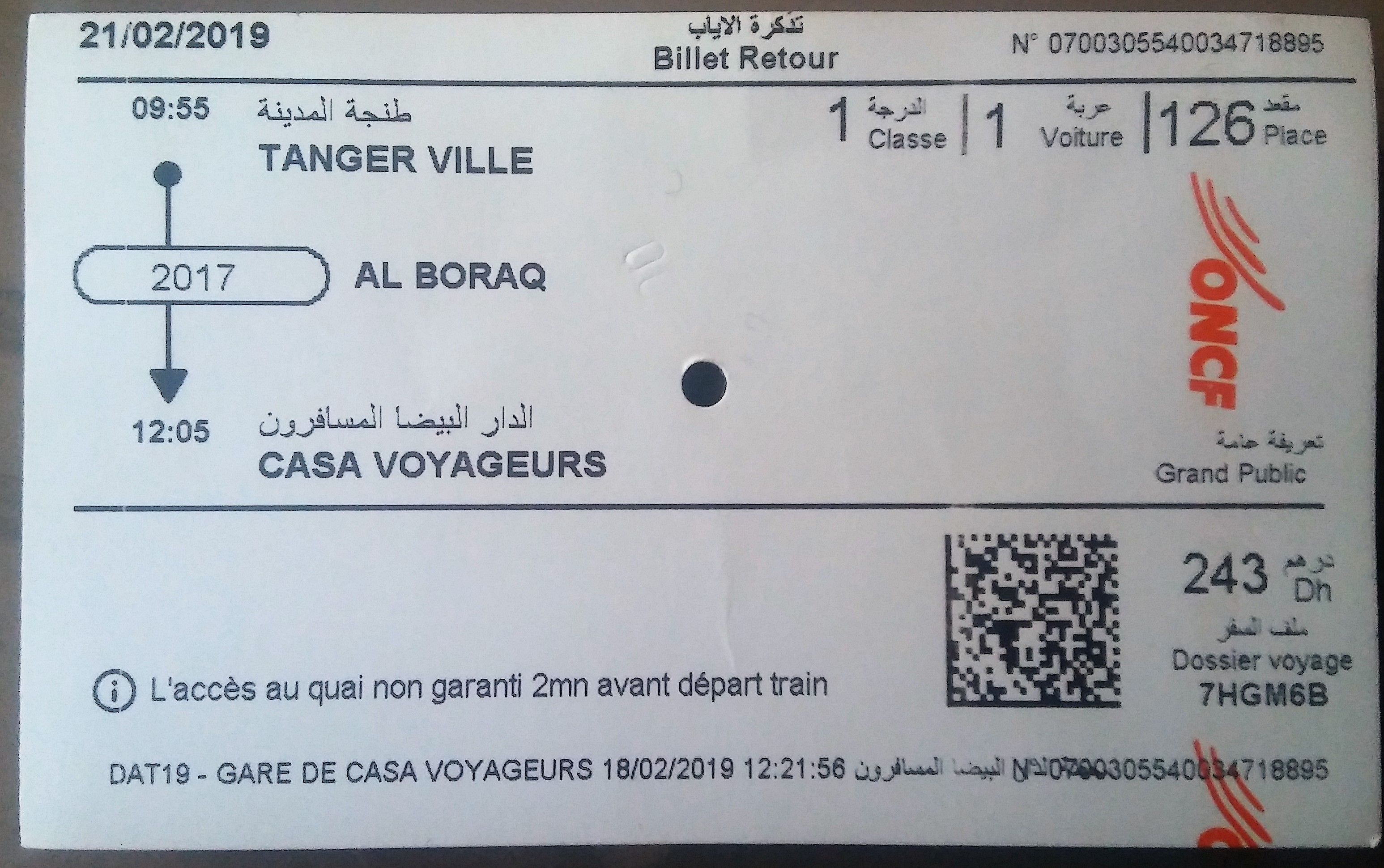
탕헤르-카사블랑카 노선 기차표
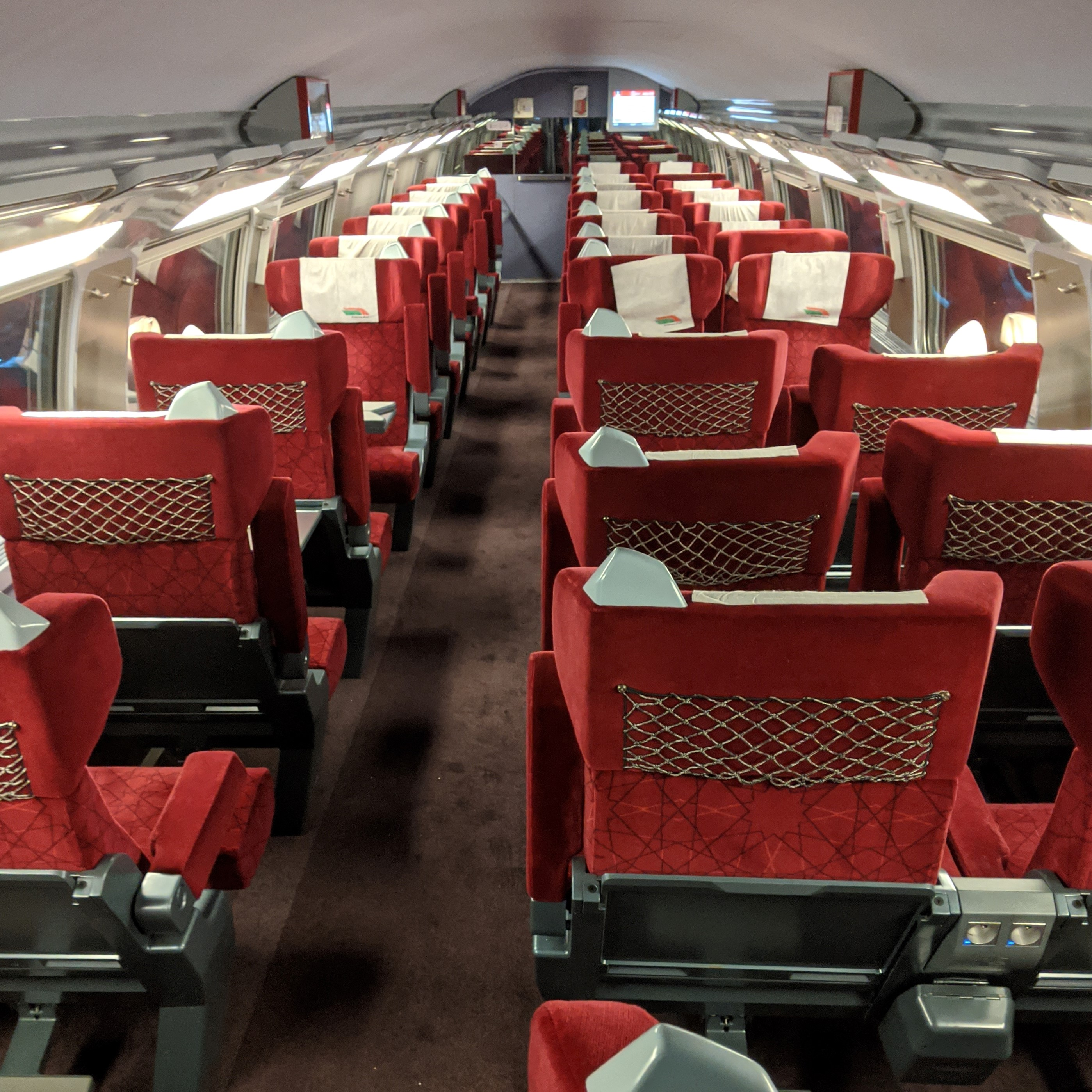
일등석 내부
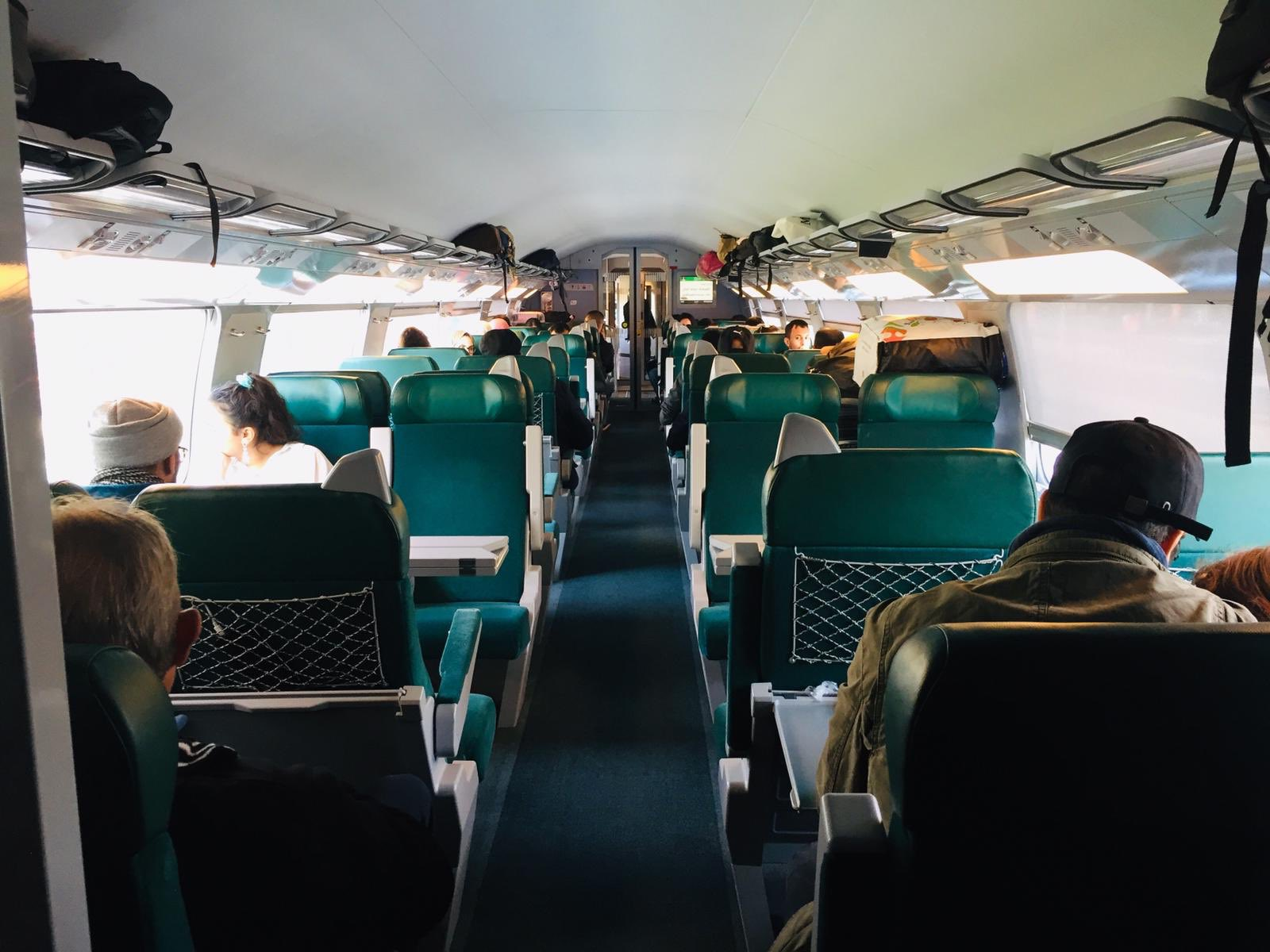
2등석 내부

## 같이 보기
- 모로코의 경제